# Tom Lüneburger
Tom Lüneburger (* 14. Januar 1973 in Potsdam) ist ein deutscher Musiker, der als Sänger der Rockband Myballoon bekannt wurde und mittlerweile solo als Singer-Songwriter tätig ist.

## Leben
Lüneburger lebte ab dem 2. Lebensjahr in Berlin-Friedrichshain und siedelte 1978 zu seinem Vater in den Westteil der Stadt über. Nach mehreren weiteren Umzügen wuchs er im Schwarzwald in der Nähe von Freiburg im Breisgau auf. Mit 22 Jahren kehrte er nach Berlin zurück, wo er 1996 mit Christoph Clemens und Benjamin Sommerfeld die Band Myballoon gründete. Nach zwei Alben und einer Comet-Auszeichnung in der Kategorie „Newcomer“ im Jahr 2000 löste sich die Band 2006 auf. Seit 2009 ist Lüneburger als Solokünstler aktiv und veröffentlichte bislang (Stand 2017) drei Alben. Mit der Single We Are One, einem Duett mit der Silbermond-Frontfrau Stefanie Kloß, erreichte er im November 2011 die deutschen Singlecharts.

## Solo-Diskografie
- 2010: Good Intentions
- 2012: Lights
- 2015: Head Orchestra
- 2019: The Punch